# Michel Debré
Michel Debré (Parigi, 15 gennaio 1912 – Montlouis-sur-Loire, 2 agosto 1996) è stato un partigiano e politico francese.
È stato Primo ministro della Quinta Repubblica francese dall'8 gennaio 1959 al 15 aprile 1962.

## Biografia

### Nella Resistenza
Figlio di Robert Debré, celebre medico e professore universitario, proveniente da una famiglia ebraica alsaziana, laureato in legge e in scienze politiche, è consigliere di Stato a 22 anni. Fu consigliere di gabinetto di Paul Reynaud, quando questi nel 1938 era ministro delle Finanze nel terzo governo Daladier. Prende parte alla Seconda guerra mondiale come ufficiale, e nel giugno 1940 è fatto prigioniero. Riesce a evadere e a rientrare a Parigi dove riprende le sue funzioni al Consiglio di Stato, nella Francia ormai sotto il Regime di Vichy. Nel novembre 1942 aderisce alla Resistenza.
Da Londra, Charles de Gaulle decide di fare di Debré il suo punto di riferimento per quanto concerne le istituzioni da dare alla Francia una volta che sarà liberata dai nazisti. Alla Liberazione nell'agosto 1944, Debré è nominato commissario della Repubblica ad Angers.
Il 25 agosto 1944 de Gaulle fa il suo ingresso trionfale nella Parigi liberata e prende in mano le redini dello Stato, ma dopo la pausa commissariale a Debré non sono attribuiti incarichi di rilievo. È, insieme a Maurice Thorez, uno dei promotori dell'istituzione nel 1945 dell'École nationale d'administration (ENA), la fucina degli alti funzionari francesi.

### Quarta Repubblica
Piuttosto, è durante la Quarta Repubblica francese (1946-1958) che la personalità di Debré incomincia ad affermarsi. Dopo un passaggio all'UDSR, una formazione di sinistra moderata cui fanno parte personalità disparate come François Mitterrand e Réné Pleven, entra nel Partito Radical-Socialista. Nel 1948 raggiunge il Raggruppamento del Popolo Francese (RPF), il partito di de Gaulle, ed è eletto senatore. Siederà al senato fino al 1958.

### La fondazione della Quinta Repubblica
Debré è a pieno titolo uno dei "baroni del gollismo", ossia i capi storici del movimento. La sua fedeltà al generale è assoluta, e il suo rigore e la sua onestà intellettuale gli valgono il rispetto degli avversari. Con il ritorno al potere di de Gaulle nel maggio 1958 Debré diventa l'uomo della situazione, grazie soprattutto alle sue conoscenze giuridiche. È nominato guardasigilli, ministro della giustizia nel governo de Gaulle, e in quella veste contribuisce in prima persona alla redazione della Costituzione della Quinta Repubblica francese che sarà promulgata il 4 ottobre 1958.
Nel gennaio 1959, una volta eletto presidente della Repubblica, de Gaulle nomina Debré Primo ministro, è stato quindi la prima personalità politica a rivestire tale carica perché la Costituzione della Quarta Repubblica, infatti, prevedeva la figura del presidente del Consiglio dei ministri. Tocca dunque a lui mettere in pratica la nuova carta fondamentale e gestire la prima fase della situazione in Algeria. In cuor suo, Debré non è favorevole alla concessione dell'indipendenza, ma è anche un uomo dotato di grande realismo e quindi decide di assecondare la decolonizzazione voluta dal presidente della Repubblica. Diventa anche la bestia nera di François Mitterrand, che lo ritiene l'ispiratore di una serie di tranelli ai suoi danni, fra cui l'"affaire dell'Observatoire", un falso attentato mai definitivamente chiarito. Resta in carica fino al 14 aprile 1962, quando dopo la firma degli accordi di Evian è sostituito da Georges Pompidou.

### Mandati parlamentari e incarichi ministeriali
Debré sarà egli stesso vittima del nuovo sistema elettorale maggioritario a due turni, perché nonostante la grande visibilità nel novembre 1962 non gli riesce di farsi eleggere deputato all'Assemblée Nationale. Riesce a farsi eleggere nel maggio 1963 in occasione di un'elezione suppletiva nell'isola della Riunione. Rieletto deputato fino al 1988. Antieuropeista accanito, è deputato al Parlamento europeo dal 1979 al 1980.
È ministro dell'Economia e finanze nel terzo e quarto governo Pompidou (1966-1968), degli Esteri nel governo Couve de Murville (1968-1969) e della Difesa con il rango di ministro di Stato nel governo Chaban-Delmas (1969-1972) e nel primo governo Messmer (1972-1973).

### Candidato alle presidenziali del 1981
Ostile alla rifondazione del movimento gollista messa in atto da Jacques Chirac nel 1976 con la fondazione del Raggruppamento per la Repubblica e l'accantonamento dei "baroni", decide di presentarsi alle elezioni presidenziali del 1981 come espressione del gollismo storico. Ha il sostegno di alcuni notabili come Olivier Guichard, Yves Guéna e, in maniera meno esplicita, Jacques Chaban-Delmas e Robert Poujade, ma in termini elettorali raccoglie solo l'1,66% dei voti.
Alle elezioni presidenziali del maggio 1988 sostiene la candidatura di Jacques Chirac.

### Accademico di Francia
Il 24 marzo 1988, è eletto all'Académie française, succedendo a Louis de Broglie che occupava il primo seggio. François Mitterrand ha nutrito fino all'ultimo un profondo rancore nei riguardi di Michel Debré. Come è consuetudine per i neo eletti all'Académie, nel marzo 1988 Debré ha reso visita al presidente della Repubblica Mitterrand all'Eliseo. Nel corso nell'incontro, durato un'ora, la conversazione si è svolta esclusivamente tra Mitterrand e l'accademico Jean d'Ormesson, promotore dell'ingresso dell'ex Primo ministro fra gli "Immortali", giacché il capo dello Stato non ha mai rivolto la parola a Debré.

## Famiglia
Michel Debré è il padre di Jean-Louis Debré e dell'ex ministro e più volte deputato Bernard Debré che nell'ambito della sua professione di urologo ha avuto fra i suoi pazienti François Mitterrand, e il fratello del pittore Olivier Debré.

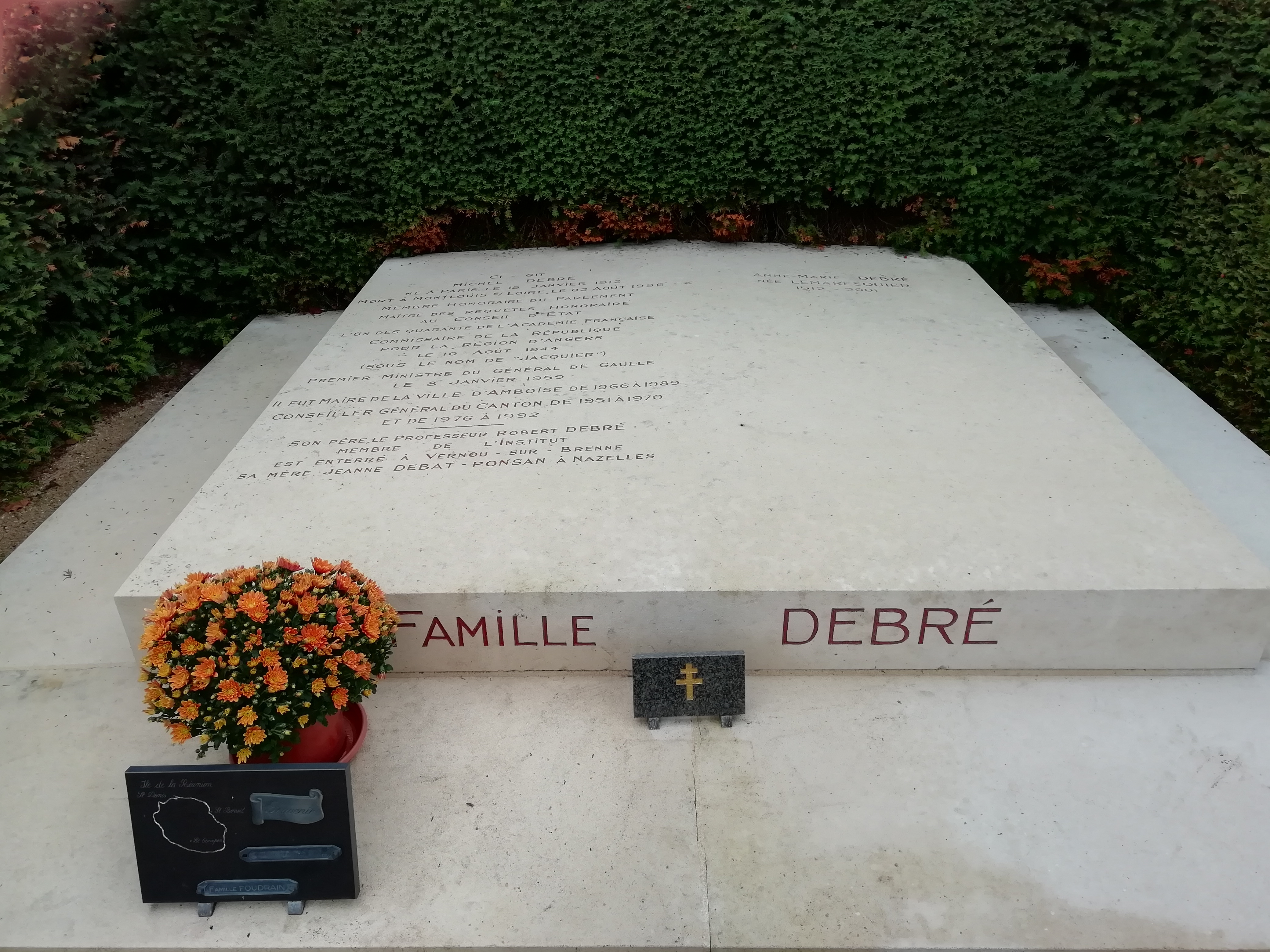
tomba.

## Opere
Autore di numerosi saggi politici, ha pubblicato le sue memorie in quattro volumi.